# Pauline von Königsegg
Pauline, dite Paula, Marie comtesse von Königsegg zu Aulendorf, née comtesse von Bellegarde (née le 2 avril 1830 à Vienne, morte le 27 mai 1912 à Munich) est une dame de compagnie autrichienne.

## Biographie
Pauline est la fille d'August comte von Bellegarde et Julie von Gudenus. Le 15 avril 1857, elle épouse l'officier et fonctionnaire Alfred von Königsegg-Aulendorf. En 1862, l'impératrice Élisabeth de Wittelsbach la nomme préceptrice, de même que son mari est nommé par l'empereur. Le couple est en première place au sein de la Cour. Le couple a un fils, Franz.
Elle provoque des réactions : cette nomination montre une perte d'influence de Sophie de Bavière que représente Sophie Esterházy-Liechtenstein. Elle est considérée comme une confidente de la jeune impératrice dans ses premières années à Vienne. Cependant elle est vite en conflit avec les dames hongroises Ida Ferenczy et Marie Festetics, qui gagnent la préférence de l'impératrice.
Pauline Königsegg est décorée de l'ordre de la Croix étoilée.

## Source de la traduction
- (de) Cet article est partiellement ou en totalité issu de l’article de Wikipédia en allemand intitulé « Pauline von Königsegg » (voir la liste des auteurs).